# Eben im Pongau
Eben im Pongau é um município da Áustria, situado no distrito de St. Johann im Pongau, no estado de Salzburgo. Tem 35,93 km² de área e sua população em 2019 foi estimada em 2.464 habitantes.